# 米山渉
米山 渉（よねやま わたる、1947年 - ）は、日本の洋画家。長野県出身。
一陽会会員、ル・サロン／フランス芸術家協会永久会員、日本国際美術家協会会員。

## 来歴
駒澤大学卒業。1998年「一陽展」に初出品。
2001年「ル・サロン」入選。2002年、第48回一陽展奨励賞受賞。2004年、第50回記念一陽展特待賞受賞。
2005年、「ル・サロン」永久会員に推挙される。同年、一陽会 会友。2014年、一陽会 会員。
20世紀芸術世界賞グランプリ（フランス）、モナコ政府芸術名誉賞等受賞。海外10数カ国へ出品を続ける。

## 受賞
- 2001年「ル・サロン」入選
- 2002年　第48回一陽展奨励賞
- 2004年　第50回記念一陽展特待賞
- 20世紀芸術世界賞グランプリ（フランス）
- モナコ政府芸術名誉賞
- 日伊文化褒賞[3]

## 主な作品
- 『孤高雅』
- 『峻徹崇麗』2012年　第58回一陽展」出展作品　F130号
- 『而今現成・寂』2017年　第63回一陽展[4]
- 『懐郷・初冬日暉』2019年　第65回記念一陽展　F100号
- 『日本の屋根・雪麗』2022年　第68回一陽展
- 『而今現成・頂』2023年　第69回一陽展